# Domenik Hixon

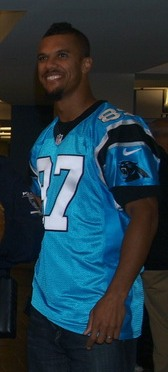
Domenik Hixon

Domenik Hixon (8 de outubro de 1984, Neunkirchen am Potzberg, Alemanha) é um jogador profissional de futebol americano estadunidense que foi campeão da temporada de 2007 e de 2011 da National Football League jogando pelo New York Giants.